# ベルニカ (小惑星)
ベルニカ (2626 Belnika) は、小惑星帯の小惑星の一つ。
ニコライ・チェルヌイフがクリミア天体物理天文台で発見した。ロシア人の天文学者ニコライ・アレクセーエヴィッチ・ベリャーエフに因んで名付けられた。